# محمدسعید ایزدی
محمدسعید ایزدی (۱۳۴۳ – ۳۱ خرداد ۱۴۰۴) معروف به حاج رمضان، سرتیپ سپاه پاسداران انقلاب اسلامی بود، که به‌عنوان مسئول بخش فلسطین در نیروی قدس فعالیت می‌کرد و در جریان جنگ ایران و اسرائیل کشته شد.
ایزدی، سه بار در سوریه توسط نیروی هوایی اسرائیل هدف قرار گرفت؛ سه عملیاتی که ناکام ماند. از جمله حمله اسرائیل به کنسولگری ایران در دمشق که جان سالم به در برد. در آن حمله چند نفر از جمله سرتیپ محمدرضا زاهدی، از فرماندهان ارشد نیروی قدس کشته شدند.
ایزدی شهریور ۱۳۹۸ به‌عنوان «یکی از رهبران گروه‌های تروریستی» در فهرست تحریم وزارت خزانه‌داری آمریکا قرار گرفت. بریتانیا نیز آذر ۱۴۰۲ او را به فهرست تحریم‌های خود اضافه کرد.

## زندگی و فعالیت
محمدسعید ایزدی در ۱۳۴۳ در شهرستان سنقر به دنیا آمد. او از دهه ۱۳۵۰ با پیوستن به سپاه پاسداران انقلاب اسلامی، فعالیت نظامی خود را آغاز کرد. او در طول جنگ ایران و عراق در جبهه‌های جنوب و غرب حضور داشت. پس از جنگ، فعالیت‌هایش به جنوب لبنان و فلسطین معطوف شد، جایی که به مدت سه دهه در تقویت زیرساخت‌های محور مقاومت، از جمله سامانه‌های موشکی، تونل‌ها و فناوری‌های ارتباطی، نقش محوری ایفا کرد. او با فرماندهانی مانند عماد مغنیه و یحیی سنوار همکاری نزدیک داشت و به عنوان یکی از ستون‌های پنهان مقاومت شناخته می‌شد.

### نقش اساسی در هماهنگی با حماس و ساخت «محور مقاومت»
سعید ایزدی به عنوان فرمانده «گُردان فلسطین» در نیروی قدس سپاه پاسداران انقلاب اسلامی، مسئول هماهنگی مالی، لجستیکی و آموزشی بین ایران و حماس بود و نقش محوری در شکل‌گیری و گسترش «محور مقاومت» شامل حماس، حزب‌الله لبنان و جهاد اسلامی فلسطین ایفا کرد.

### پروژه‌های توفان ۱ و ۲ برای انتقال تسلیحات
اسناد منتشر شده توسط ارتش اسرائیل نشان می‌دهد که ایزدی در پروژه‌هایی نظیر «توفان ۱» (نزدیک به ۲۱ میلیون دلار سلاح) و «توفان ۲» (حدود ۲۵ میلیون دلار سلاح) نقش داشته است. این اسناد نشان می‌دهد که ایزدی قصد داشت تسلیحات پیشرفته به حماس منتقل کند.

### سابقه تلاش برای ترور در چندین عملیات پیشین
ایزدی پیش‌تر طی حملات هوایی اسرائیل در سوریه در سال ۲۰۲۴ و اوایل سال ۲۰۲۵، سه بار مورد هدف حمله نیروهای نظامی اسرائیل قرار گرفت، اما زنده مانده بود. این حملات در مناطق مختلفی از دمشق گزارش شده بودند.

## مرگ
پس از آغاز جنگ ایران و اسرائیل ایزدی در سحرگاه ۳۱ خرداد ۱۴۰۴ در منزل خود در قم، در پی عملیات اسرائیل کشته شد. این اقدام، که پس از دو دهه تلاش ناموفق اسرائیل برای ترور وی در سوریه و لبنان انجام شد، به گفته منابع اسرائیل، نقطه عطفی بود. مراسم تشییع او در ۹ تیر در سنقر و ۱۲ تیر در قم برگزار شد.

## تحریم‌ها
ایزدی در شهریور ۱۳۹۸ به‌عنوان «یکی از رهبران گروه‌های تروریستی» در فهرست تحریم وزارت خزانه‌داری آمریکا قرار گرفت. بریتانیا نیز آذر ۱۴۰۲ او را به فهرست تحریم‌های خود اضافه کرد.

## یادداشت
1. ↑  پس از ترور، به سرلشکر پاسدار ترفیع داده شد.